# Living Eyes
A Living Eyes című lemez a Bee Gees együttes diszkográfiájának huszonkilencedik nagylemeze.

## Az album dalai
1. Living Eyes (Barry, Robin és Maurice Gibb) – 4:15
2. He's a Liar (Barry, Robin és Maurice Gibb) – 4:00
3. Paradise (Barry, Robin és Maurice Gibb) – 4:20
4. Don't Fall in Love With Me (Barry, Robin és Maurice Gibb) – 4:12
5. Soldiers (Barry, Robin és Maurice Gibb) – 4:25
6. I Still Love You (Barry, Robin és Maurice Gibb) – 4:25
7. Wildflower (Barry, Robin és Maurice Gibb) – 4:23
8. Nothing Could Be Good (Barry, Robin és Maurice Gibb, Albhy Galuten) – 4:10
9. Cryin' Every Day (Barry, Robin és Maurice Gibb) – 4:00
10. Be Who You Are (Barry Gibb) – 6:40

## A számok rögzítési ideje
1981. február és június között a Middle Ear (Miami Beach), a Criteria Stúdióban (Miami), a zenekari felvételek pedig a Media Sound Stúdióban. (New York)
A lemez zenei anyagával együtt került felvételre a Loving You Is Killing Me című Barry, Robin és Maurice Gibb szám, mely végül nem jelent meg, és későbbiekben adták ki.

A lemez zenei anyagával együtt került rögzítésre a City of Angels (megjelent: Master Eyes That See In The Dark Demos, Lost & Found, Gibb Treasures, The Bee Gees Unleashed, Bee Gees Unlocked, The Bee Gees Greatest Demos), a In the Heat of The Night (megjelent: Spirits Having Flown Demos), a Mind Over Matter (megjelent:The Bee Gees Unleashed, The Bee Gees Greatest Demos), a The Promise You Made (megjelent: Lost & Found II, From The Gibb Files, The Bee Gees Greatest Demos, From The Bee Gees Archives Vol2) című Barry, Robin és Maurice Gibb szerzemények is. 
 A Barry, Robin és Maurice Gibb által írt Hold Her in Your Hand számot (Maurice Gibb kislemezen jelentette meg 1984-ben, valamint felkerült a A Breed Apart, Instrumental And Other Rarities, The Loner és a Bee Gees and Andy Gibb Demos lemezekre is. 
A szintén ekkor rögzített Heart (Stop Beating in Time) című számot Leo Sayer adta elő saját lemezén 1982-ben, de szerepel a From The Bee Gees Archives Vol2, Heartbreaker Demos és a Scattered Gibbs lemezeken is.

## Közreműködők
- Barry Gibb – ének, gitár
- Robin Gibb – ének
- Maurice Gibb – ének, gitár
- Boneroo Horns (Peter Graves, Neil Bonsanti, Bill Purse, Ken Faulk, Whit Sidener, Stan Webb): – rézfúvósok
- Jeff Porcaro – dob
- Steve Gadd – dob
- Russ Kunkel – dob
- Joe Galdo – dob
- Solly Noid – dob
- Ralph McDonald – ütőhangszerek
- George Bitzer – zongora, szintetizátor
- Richard Tee – zongora
- Albhy Galuten – szintetizátor
- David Wolinski – billentyűs hangszerek
- Harold Cowart – basszusgitár
- Bob Glaub – basszusgitár
- George Terry – gitár
- Don Felder – gitár
- Chuck Kirkpatrick - gitár

## A nagylemez megjelenése országonként
- Argentína RSO 2394 301 1981
- Ausztrália RSO/PolyGram 2394 301 1981
- Belgium RSO 2394 301 1981
- Bulgária BALKANTON BTA 11278 1984
- Egyesült Államok RSO RX-1-3098 1981
- Egyesült Királyság RSO RS BG 002 1981
- Franciaország RSO 2394 301 1981
- Hollandia RSO 2394 301 1981
- Japán RSO MW-0012 1981, CD: Polydor P28W25030 1988, POCP2244 1993, Polydor/Universal UICY-3819 2004
- Jugoszlávia RTB ST 2420023 1981
- Kolumbia RSO 2394 301 1981
- Koreai Köztársaság Sung Eum SEL 200 410 1982, CD: DG 0271 1995
- Németország RSO 2394 301 1981
- Spanyolország RSO 23 94 301 1981
- Svájc RSO 2394 301 1981
- Szlovákia Opus 9113 1149 1983
- Uruguay RSO 2394 301 1981

## Az album dalaiból megjelent kislemezek, EP-k
- He's a Liar Egyesült Államok RSO RPO 1028 promo 1981
- He's a Liar / He's a Liar (instrumental) Argentína RSO 2090 568 1981, Ausztrália RSO 2090 568 1981, Belgium RSO 2090 568 1981, Brazília RSO 2090 568 1981, Dél-afrikai Köztársaság RSO PS 1227 1981, Egyesült Államok RSO RS-1066 1981, Egyesült Királyság RSO81 1981, RSOX81 1981, Franciaország RSO 2090 568 1981, Görögország RSO 2090 568 1981, Hollandia RSO 2090 568 1981, RSO 2141 129 1981, Japán RSO DW 0019 1981, Kanada RSO RS-1066 1981, Németország RSO 2090 568 1981, Mexikó RSO 1283 1981, Spanyolország RSO 2090 568 1981
- Living Eyes / I Still Love You Ausztrália RSO 2090 571 1981, Belgium RSO 2090 571 1981, Egyesült Államok RSO RS-1067 1981, Egyesült Királyság RSO 2090 571 1981, Hollandia RSO 2090 571 1981, Japán RSO DW 0021 1981, Kanada RSO RS-1067 1981, Németország RSO 2090 571 1981, Svájc RSO 2090 571 1981
- Living Eyes sampler LP Japán RSO MI4126 promo 1981
- Paradise/Wildflower Németország RSO 2090 575 1982
- Paradise / Nothing Could Be Good Japán RSO 7DW 0023 1982

## Eladott példányok
A Living Eyes című lemezből a világ országaiban 750 ezer példány (ebből Amerikában 150 ezer, Kanadában 100 ezer) került értékesítésre.

## Number One helyezés a világban
A lemez anyagából nem született Number One.